# Homún
Homún là một đô thị thuộc bang Yucatán, México. Năm 2005, dân số của đô thị này là 6951 người.